# Viktor Seiller
Viktor Seiller (* 18. August 1880 in Wien oder Albano Laziale bei Rom; † 29. November 1969 in Wien; bis 1919 Freiherr von Seiller) war Oberstleutnant im Generalstab der k.u.k. Armee und Mitunterzeichner des Waffenstillstands von Villa Giusti, der das Ende Österreich-Ungarns markierte, sowie anschließend Militärattaché. Von 1901 bis 1920 war er Berufsoffizier. Nach Tätigkeiten in der Privatwirtschaft und als Zivilangestellter der deutschen Militärverwaltung, war Seiller bis nach seiner Pensionierung Beamter im Bundeskanzleramt.

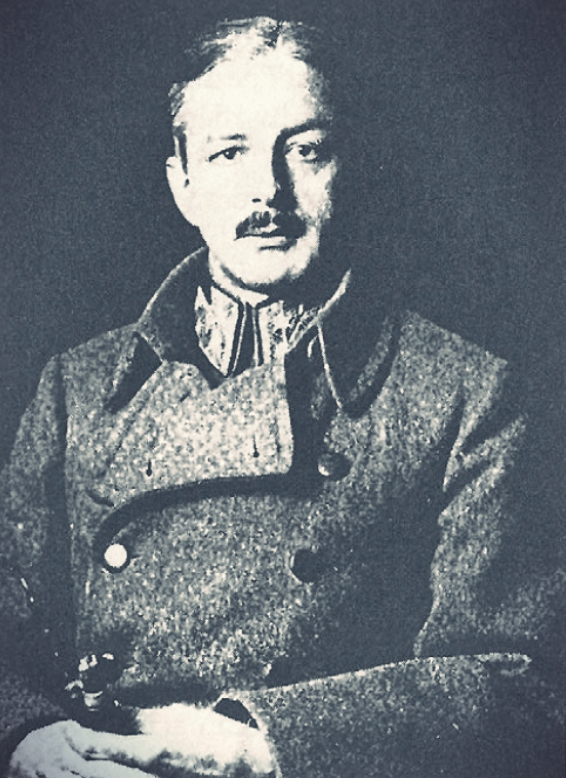
Viktor Seiller (1918)

## Leben
Viktor war der Sohn des Diplomaten Aloys Freiherr von Seiller (1833–1918) aus der adeligen Familie Seiller und wollte selbst Diplomat werden. Er konnte aber das für den Auslandsdienst erforderliche Privatvermögen von 12.000 Kronen, wegen seiner fünf Geschwister nicht nachweisen. Daher schlug er auf Rat seines Vaters die militärische Laufbahn ein und studierte an der technischen Militärakademie und in der k. k. Kriegsschule. 
Seiller war verheiratet mit Clementine, geborene Feldmann. Mit ihr hatte er zwei Töchter. Antonia (Renate, 1904–1990), war Freundin von William Somerset Maugham und Übersetzerin einiger seiner Werke ins Deutsche. 
Als Generalstabsoffizier der österreichisch-ungarischen Armee wurde Seiller in der Folge als Militärattaché doch noch in der Diplomatie tätig. Gefördert von Generalstabschef Franz Conrad von Hötzendorf war er zunächst in der Italiengruppe des Evidenzbüros tätig sowie im Herbst 1911 mit einer Geheimmission betraut und wurde 1914 bis zum Kriegseintritt Italiens im Mai 1915 österreichischer Militärattaché in Rom.
Anschließend war er als Chef der Nachrichtenabteilung der Südwestfront tätig. Ab Jänner 1918 bis Ende des Ersten Weltkriegs diente er als Generalstabschef der 94. Infanteriedivision bzw. der Kaiserjäger Division an der Dolomitenfront.
Oberstleutnant Seiller war 1918 am Ende des Weltkriegs Teilnehmer und Dolmetscher der Waffenstillstandskommission Österreich-Ungarns, die mit der Entente bzw. Italien den Waffenstillstand vom 3. November 1918 vereinbarte und bei den Friedensverhandlungen mit Italien für das Armeekommando Österreich-Ungarns Unterzeichner des Waffenstillstands von Villa Giusti, am 3. November 1918 unter anderem mit General Viktor Weber von Webenau.
1920 beendete Seiller seine Offizierslaufbahn und wechselte in die Privatwirtschaft. 1920/21 war er als Generalsekretär von Julius Meinl und anschließend bis 1939 für das Wiener Evidenzbüro der Londoner Trans-European Company Ltd. tätig. Bis 1941 arbeitete er in der Alpine Montangesellschaft. Die weiteren Jahre des Zweiten Weltkriegs verbrachte er als Zivilangestellter der deutschen Militärverwaltung in Belgrad.
Nach der Befreiung Österreichs 1945 arbeitete Seiller erst im Heeresamt der Staatskanzlei und von 1946 bis 1949 als Beamter im Bundeskanzleramt (BKA). 1949 ging er in Pension um gleich darauf, von 1950 bis 1956, als wiederverwendeter Beamter in der Funktion des Chefdolmetsch der Verbindungsstelle des BKA zum Alliierten Rat tätig zu sein. 1958 veröffentlichte er in der Wochenzeitung Die Furche eine Artikelserie zum Waffenstillstand von Villa Giusti.
Im Jahr 1960 vermachte Seiller seine Manuskripte dem Österreichischen Staatsarchiv. Das Grab der Familie Seiller befindet sich am Hernalser Friedhof.